# مذبحة الأقصى الثالثة
مذبحة الأقصى الثالثة حيث قام شارون بزيارة إلى المسجد الأقصى يوم الخميس 28/9/2000م الأمر الذي اعتبره الفلسطينيون تدنيس لأرض المسجد الطاهر هذا أدى إلى قبام الشباب الفلسطيني المسلم بالتصدي له لإفشال زيارته رغم أنه كان بحماية 9000 جندي محتل.
وفي اليوم التالي الجمعة 29/9/2000م قام جنود الاحتلال بفتح النيران على رؤوس المصلين قبل التسليم من صلاة الجمعة وجرت مواجهات في ساحات الأقصى بين المصلين وجنود الاحتلال أسفرت عن أروع مذبحة في تأريخ الإنسانية راح ضحيته 250 فلسطيني بين شهيد و جريح، ثم امتدت الاشتباكات إلى كل أرجاء فلسطين والضفة الغربية وقطاع غزة ومناطق الـ 48 مما شكل بداية للانتفاضة المباركة الثانية، وقدم فيها المسلمون في الأرض المباركة مئات الشهداء وآلاف الجرحى دفاعًا عن دينهم وأقصاهم.